# 在大阪シンガポール領事館
もしかして
- 在大阪シンガポール総領事館

ではありませんか？